# Алашкерт (стадион)
«Алашкерт» — футбольный стадион в Ереване, Армения. Используется как домашняя арена клубом «Алашкерт».
Стадион расположен в районе Шенгавит, рядом с Ереванским водохранилищем, на левом берегу реки Раздан. Он был построен в 1960 году и открыт под названием «Наири». Переименование стадиона произошло в феврале 2013 года.
Вместимость стадиона — 6850 зрителей, в том числе 1850 сидячих мест. Поле оборудовано естественным травяным покрытием.
Согласно заявлениям президента ФК «Алашкерт» Баграта Навояна, стадион к 2020 году должен быть реконструирован и его вместимость увеличена до 10000 человек.
В 2024 году стадион был выкуплен владельцем футбольного клуба «Урарту» Джеваном Челоянцем и закрыт для будущего сноса и строительства нового стадиона.